# 양영디지털고등학교
양영디지털고등학교(養英디지털高等學校)는 대한민국 경기도 성남시 분당구 서현동에 있는 공립 고등학교이다.

## 학교 연혁
- 1949년 6월 1일 : 양영고등공민학교 개설(이전 개편), 면장 이갑규와 유지 이인구, 한백효 등이 광주군 오포면 계림학원을 인수하여 분당리 157-2번지에 개설
- 1950년 6월 : 양영고등공민학교 폐교
- 1952년 1월 25일 : 양영고등공민학교 재개교, 분당리 240번지
- 1953년 12월 8일 : 양영고등공민학교 교사 낙성식(신축 준공), 국회의장 신익희 양육영재 휘호
- 1954년 3월 8일 : 양영고등공민학교 졸업식(제1회), 3학년생(1949년 입학, 32명)
- 1954년 7월 7일 : 양영고등학교 설립 인가, 양영중학교 개교(1954.4.6.), 교장 이인구
- 1963년 2월 28일 : 양영고등학교 폐교, 학생수 감소로 폐교
- 1966년 3월 1일 : 양영고등학교 재개교, 고등학교 제1대 교장 남경우
- 1968년 3월 1일 : 양영상업고등학교 교명변경(상업과 3학급 인가)
- 1970년 2월 : 양영상업고등학교 제1회 졸업
- 1987년 10월 5일 : 양영실업고등학교로 교명 변경 및 학과 개편 상업과 2학급, 전자과 3학급 인가
- 1993년 3월 1일 : 양영공업고등학교로 교명 변경 및 학과 개편 전기과, 통신과, 화공과 각 2학급 인가-상업과 폐과
- 2006년 3월 1일 : 양영디지털고등학교 교명 변경, 디지털로봇과 3학급, 멀티미디어과 4학급, 네트워크과 2학급, 바이오텍과 2학급 인가
- 2014년 3월 1일 : 학과개편 전자제어과 3학급, 정보통신과 2학급, 소프트웨어개발과 2학급, 바이오화학과 2학급
- 2016년 11월 7일 : 산학일체형 도제학교(거점학교) 선정
- 2022년 3월 1일 : 제18대 백인순 교장 취임
- 2024년 1월 4일 : 제54회 졸업생 126명(누계 11,341명)
- 2024년 3월 4일 : 2024학년도 신입생 86명 입학

## 설치 학과
- 정보통신과
- 스마트전자과
- 소프트웨어개발과
- 바이오화학과
- 생명정보과

## 참고 자료
- 양영디지털고등학교 - 한국교육학술정보원 학교알리미